# Курозвенцкий, Добеслав
 Добеслав Курозвенцкий ,  Добеслав из Курозвенок и Ходува (около 1320—1397) — крупный польский государственный и военный деятель, стольник краковский (1345—1351), подкоморий сандомирский (1351—1355), каштелян вислицкий (1355/1356 — 1366), воевода краковский (1366/1367 — 1380), наместник Польского королевства (1380—1382), затем регент Польского королевства (1382—1384), каштелян краковский (1380—1389). В 1336 году он пожаловал магдебургское право для своего имения Ходув.

## Биография
Представитель польского магнатского рода Курозвенцих герба «Порай». Сын Завиши Четковича, подконюшего сандомирского (1331) и хорунжего сандомирского (1335—1341). Братья — Николай из Млынува, каноник вислицкий и краковский, пробст вислицкий, Януш из Млынува (ум. 1391/1393), стольник краковский (1384—1391).
Семья Курозвенцких происходила из Чехии, её политическое влияние стало увеличиваться в правление польского короля Владислава Локетка. Согласно легенде, предком Добеслава был Порай из чешской княжеской династии Славниковичей, брат Святого Войцеха.
После смерти Казимира Великого (1333—1370), последнего короля Польши из династии Пястов, воевода краковский Добеслав Курозвенцкий поддерживал его внука, померанского князя Казимира Слупского. Он обвинил подканцлера коронного Янко из Чарнкова в хищении королевских регалий. В 1372 году Добеслав Курозвенцкий вместе с королевой Эльжбетой, регентшей Польши, участвовал в суде в Познани, на котором Янко из Чарнкова был лишен должностей и приговорен к изгнанию. Вместе со своими сыновьями Завишей и Кшеславом Добеслав возглавил лагерь сторонников Анжуйской династии, выступали за передачу польского престола дочерям Людовика Венгерского. В 1374 году Добеслав Курозвенцкий стал инициатором подписания Людовиком Венгерским так называемого Кошицкого привилея. В 1379 году Добеслав в Кошице сломил сопротивление великопольских магнатов, отказывавшихся признавать право принцессы Марии на наследование польского престола.
В 1380 году Добеслав Курозвенцкий вошел в состав вельможного совета из четырех сановников, созданного королем Людовиком Венгерским для управления Польским королевством в его отсутствие (канцлер великий коронный Ян Радлица, воевода калишский Седзивой Палука из Шубина и староста великопольский Домарат из Першина). Летом 1384 года Добеслав приветствовал прибытие королевы Ядвиги Анжуйской. В августе того же года, благодаря его энергичным действиям, удалось изгнать из Вавельского замка австрийского эрцгерцога Вильгельма фон Габсбурга, жениха польской королевы Ядвиги. Добеслав был одним из инициаторов создания Кревской унии между Польским королевством и Великим княжеством Литовским. В 1387 году Добеслав Курозвенцкий возглавил польскую экспедицию в Червонную Русь, изгнав оттуда венгерские гарнизоны и присоединив эту область к Польше.

## Семья
Был женат на неизвестной по имени внучке воеводы краковского Петра Богории из Скотников. Супруги имели следующих детей:
- Честек из Курозвенок (умер ок. 1352)
- Завиша из Курозвенок (ум. 1382), каноник сандомирский и краковский, подканцлер (с 1371), канцлер (1374), епископ краковский (1380)
- Кшеслав из Ходува и Курозвенок (ум. 1392), каштелян сондецкий и сандомирский, лидер проанжуйской партии
- Дорота из Курозвенок (умерла ок. 1397), жена Николая Стржалы
- Николай из Курозвенок, архидиакон люблинский (с 1383)
- Маргарита из Курозвенок, жена Збигнева из Олесницы.

## Биография
- A. Klubówna, Królowa Jadwiga. Warszawa 1986
- J. Tęgowski, Krąg rodzinny Jarosława Bogorii (w:) Genealogia — polska elita polityczna na tle porównawczym, Toruń 1993.